# Parafia Zwiastowania Pańskiego w Stalowej Woli
Parafia Zwiastowania Pańskiego w Stalowej Woli – parafia rzymskokatolicka znajdująca się w Rozwadowie, w diecezji sandomierskiej w dekanacie Stalowa Wola.
Kościół ufundował książę Jerzy Ignacy Lubomirski, który w 1723 wykupił Rozwadów od Gabriela Rozwadowskiego. Kamień węgielny pod budowę świątyni i klasztoru poświęcił ks. Jan Kokoszyński 7 lipca 1743. Pierwszym architektem kościoła był Jan Opitz, który wadliwie położył fundamenty. Uciekł on z terenu budowy w listopadzie 1743 r. Niespełna dwa lata później zawaliły się częściowo wzniesione mury. Budowę świątyni dokończył architekt Jan Bay z Warszawy w latach 1752-1754, jako Klasztor Braci Mniejszych Kapucynów. Wybudowany został w barokowym stylu toskańsko-umbryjskim, który jest charakterystyczny dla kościołów Kapucynów. Kościół zbudowany jest na rzucie zbliżonym do kwadratu, jednonawowy, z kaplicami i prezbiterium zamkniętym ścianą prostą, oddzielającą wyodrębniony chór zakonny. Nawa główna jest dwuprzęsłowa, z dwiema parami niższych kaplic po bokach, prezbiterium nieco węższym i niższym od nawy głównej. Przed głównym wejściem od czasu fundacji na wysokiej kolumnie stoi figura św. Feliksa, z resztkami polichromii w jej dolnej części przedstawiającej Matkę Boską z Dzieciątkiem Jezus. Od strony południowej placu przykościelnego stoi na postumencie figura św. Józefa z Dzieciątkiem Jezus na ręce, wykonana w 1908 roku przez rzeźbiarza-amatora Ojca Floriana Janochę.

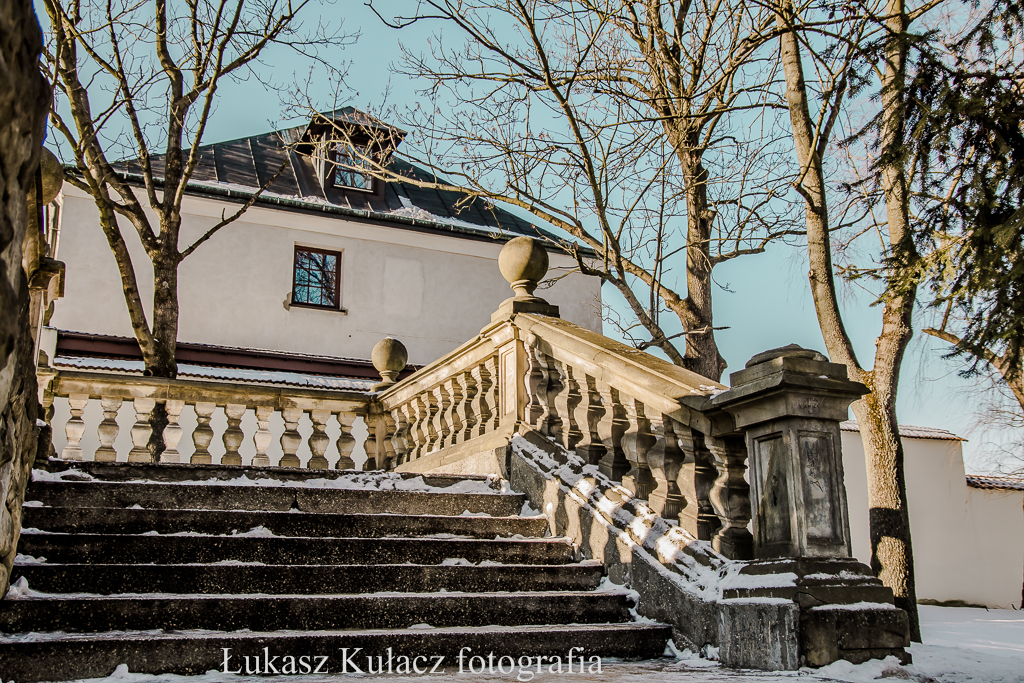
Brama klasztoru

Obok ołtarza św. Antoniego Padewskiego znajduje się wejście do krypty fundatorskiej, w której są pochowani niektórzy Lubomirscy związani z Rozwadowem.
Konsekracji kościoła pod wezwaniem Zwiastowania Najświętszej Maryji Panny dokonał 14 października 1753 roku ks. bp. Franciszek Potkański, sufragan krakowski.
Parafia została erygowana jako Parafia pod wezwaniem Zwiastowania Pańskiego w 1973 przez biskupa przemyskiego Ignacego Tokarczuka  z parafii Matki Bożej Szkaplerznej w Stalowej Woli. Jest prowadzona przez kapucynów. Mieści się przy ulicy Klasztornej, w dzielnicy Rozwadów.